# Robert Beltran
Robert Adame Beltran (n. 19 noiembrie 1953, Bakersfield, California, SUA) este un actor american, cel mai cunoscut pentru rolul secundului Chakotay în Star Trek: Voyager. Este cunoscut și ca actor de teatru în California sau pentru interpretarea rolului Raoul Mendoza în filmul de comedie neagră din 1982 Eating Raoul (r. Paul Bartel).

## Filmografie

### Film
| An   | Titlu                                           | Rol                              | Note        |
| ---- | ----------------------------------------------- | -------------------------------- | ----------- |
| 1981 | Zoot Suit                                       | Lowrider                         |             |
| 1982 | Eating Raoul                                    | Raoul Mendoza                    |             |
| 1983 | Lone Wolf McQuade                               | Kayo                             |             |
| 1984 | Night of the Comet                              | Hector Gomez                     |             |
| 1985 | Latino                                          | Eddie Guerrero                   |             |
| 1987 | Slam Dance                                      | Frank                            |             |
| 1987 | Gaby: A True Story                              | Luis                             |             |
| 1988 | The Bulldance                                   | Jack                             |             |
| 1989 | Scenes from the Class Struggle in Beverly Hills | Juan                             |             |
| 1991 | Kiss Me a Killer                                | Tony Montero                     |             |
| 1991 | To Die Standing                                 | Juan Delgado                     |             |
| 1991 | Bugsy                                           | Alejandro                        |             |
| 1995 | 500 Nations                                     |                                  |             |
| 1995 | Nixon                                           | Frank Sturgis, Watergate Burglar |             |
| 1997 | Managua                                         | Ramon                            |             |
| 1997 | Trekkies                                        | Rolul său                        | Documentar  |
| 1997 | How Else Am I Supposed to Know I'm Still Alive  |                                  |             |
| 1999 | Luminarias                                      | Joe                              |             |
| 2000 | Fahrenheit 452: The Art Police                  |                                  | scurtmetraj |
| 2002 | Foto-Novelas                                    |                                  |             |
| 2008 | Patriotville                                    |                                  |             |
| 2009 | Repo Chick                                      | Aguas                            |             |
| 2009 | Taking Chances                                  | Joseph Sleeping Bear             |             |
| 2013 | Water & Power                                   |                                  |             |
| 2013 | Free Birds                                      | Chief Massasoit (voice)          |             |
| 2018 | Magic Lantern                                   | Ed                               |             |
| 2019 | The Circuit                                     |                                  |             |
| 2020 | Butterflies                                     | James                            | scurtmetraj |

### Television
| An        | Titlu                                       | Rol                           | Note                               |
| --------- | ------------------------------------------- | ----------------------------- | ---------------------------------- |
| 1984      | Calendar Girl Murders                       | Mooney                        | film TV                            |
| 1984      | The Mystic Warrior                          | Ahbleza                       | film TV                            |
| 1985      | Street Hawk                                 | Marty Walsh                   | 1.5-hour pilot                     |
| 1986      | The Family Martinez                         | Hector Martinez               | film TV                            |
| 1987      | CBS Summer Playhouse                        | Howard Thunder                | Episodul: "Barrington"             |
| 1987      | Private Eye                                 | Miguel Brojas                 | Episodul: "Barrio Nights"          |
| 1988      | The Bronx Zoo                               | Mike                          | Episodul: "A Day in the Life"      |
| 1989      | Miami Vice                                  | Amendez                       | Episodul: "Freefall"               |
| 1990      | Sisters                                     | Mike Perez                    | film TV                            |
| 1990      | El Diablo                                   | El Diablo                     | film TV                            |
| 1990      | Midnight Caller                             | Carlos Valenzuela             |                                    |
| 1991      | The Chase                                   | Mike Silva                    | film TV                            |
| 1991      | Veronica Clare                              | Duke Rado                     |                                    |
| 1991      | La Pastorela                                | Luzbel                        |                                    |
| 1992      | Stormy Weathers                             | Gio                           | film TV                            |
| 1993      | Shadow Hunter                               | Frank Totsoni                 | film TV                            |
| 1993      | Rio Shannon                                 | Tito Carson                   | film TV                            |
| 1993      | State of Emergency                          | Raoul Hernandez               | film TV                            |
| 1993–1994 | Murder, She Wrote                           | Frank Garcia / Father Michael |                                    |
| 1994      | Lois & Clark                                | Fuentes / Murphy              |                                    |
| 1994      | Models, Inc.                                | Lt. Louis Soto                |                                    |
| 1995      | Runway One                                  | Ramon Perez                   | film TV                            |
| 1995–2001 | Star Trek: Voyager                          | Commander Chakotay            |                                    |
| 1999      | Ultimate Trek: Star Trek's Greatest Moments | Chakotay (imagini de arhivă)  |                                    |
| 2001      | 2001 ALMA Awards                            | Rolul său - Prezentator       | special TV                         |
| 2003      | CSI: Miami                                  | Judge Ojeda                   | Episodul: "Tinder Box"             |
| 2005      | Manticore                                   | Sgt. Baxter                   | film TV                            |
| 2007      | Fire Serpent                                | Cooke                         | film TV                            |
| 2007      | Medium                                      | Father Armando Avilar         | Episodul: "Whatever Possessed You" |
| 2007      | Cry of the Winged Serpent                   | Father Juan                   | film TV                            |
| 2009–2011 | Big Love                                    | Jerry Flute                   |                                    |
| 2012      | Young Justice                               | Maurice Bodaway (voice)       | Episodul: "Beneath"                |

### Jocuri video
| An   | Titlu                            | Rol            | Note |
| ---- | -------------------------------- | -------------- | ---- |
| 2000 | Star Trek: Voyager – Elite Force | Cmdr. Chakotay |      |

## Legături externe
- Robert Beltran la Internet Movie Database
- Robert Beltran la Allmovie